# Il fuoco (album)
Il fuoco è il quarto album dei Giardini di Mirò.

## Il disco
Le musiche contenute nel disco sono state composte per la sonorizzazione live de Il fuoco, film muto di Giovanni Pastrone. È il primo disco uscito per l'etichetta Unhip Records, poi ristampato da Santeria/Audiogobe con l'aggiunta del dvd contenente il film. Per il mercato estero il disco è stato pubblicato dall'etichetta berlinese City Centre Office.

## Tracce
1. La favilla 1 (1.10)
2. La favilla 2 (5.02)
3. La favilla 3 (2.33)
4. La favilla 4 (2.00)
5. La favilla 5 (1.18)
6. La favilla 6 (1.48)
7. La favilla 7 (3.38)
8. La vampa 1 (7.01)
9. La vampa 2 (4.13)
10. La vampa 3 (5.33)
11. La cenere 1 (5.19)
12. La cenere 2 (4.03)

## Formazione
- Jukka Reverberi - chitarra, voci trattate, elettronica, percussioni
- Corrado Nuccini - chitarra
- Luca Di Mira - tastiere, programmazione elettronica
- Mirko Venturelli - basso, clarinetto
- Francesco Donadello - batteria, percussioni, elettronica
- Emanuele Reverberi - violino, tromba, elettronica